# Sindrit Guri
Sindrit Guri (Scutari, 23 ottobre 1993) è un calciatore albanese, attaccante della Varesina.

## Carriera

### Club
Il 1º luglio 2016 viene acquistato a titolo definitivo dalla squadra albanese del Kukësi.
Il 1º luglio 2018 viene acquistato a titolo definitivo dalla squadra belga dell'Ostenda per 710.000 euro ed il 20% sulla futura rivendita, con cui firma un contratto triennale con scadenza il 30 giugno 2021.

### Nazionale
Il 21 maggio 2018 riceve la sua prima convocazione dalla nazionale albanese per la partita amichevole contro il Kosovo del 29 maggio 2018.
Il 29 maggio 2018 fa il suo debutto ufficiale con la maglia dell'Albania nella partita amichevole giocata a Zurigo contro il Kosovo, partita poi terminata con una sconfitta in casa per 0 a 3, nella quale è partito da titolare.

## Statistiche

### Presenze e reti nei club
Statistiche aggiornate al 9 novembre 2022.
| Stagione        | Squadra         | Campionato      | Campionato | Campionato | Coppe nazionali | Coppe nazionali | Coppe nazionali | Coppe continentali | Coppe continentali | Coppe continentali | Altre coppe | Altre coppe | Altre coppe | Totale | Totale |
| Stagione        | Squadra         | Comp            | Pres       | Reti       | Comp            | Pres            | Reti            | Comp               | Pres               | Reti               | Comp        | Pres        | Reti        | Pres   | Reti   |
| --------------- | --------------- | --------------- | ---------- | ---------- | --------------- | --------------- | --------------- | ------------------ | ------------------ | ------------------ | ----------- | ----------- | ----------- | ------ | ------ |
| 2011-2012       | Vllaznia        | KS              | 9          | 0          | CA              | 2               | 0               | -                  | -                  | -                  | -           | -           | -           | 11     | 0      |
| 2012-2013       | Vllaznia        | KS              | 4          | 1          | CA              | 3               | 2               | -                  | -                  | -                  | -           | -           | -           | 7      | 3      |
| 2013-2014       | Besa Kavajë     | KS              | 27         | 1          | CA              | 0               | 0               | -                  | -                  | -                  | -           | -           | -           | 27     | 1      |
| 2014-gen. 2015  | Kastrioti       | KP              | 11         | 0          | CA              | 2               | 0               | -                  | -                  | -                  | -           | -           | -           | 13     | 0      |
| gen.-giu. 2015  | Vllaznia        | KS              | 7          | 0          | CA              | 0               | 0               | -                  | -                  | -                  | -           | -           | -           | 7      | 0      |
| Totale Vllaznia | Totale Vllaznia | Totale Vllaznia | 20         | 1          |                 | 5               | 2               |                    | -                  | -                  |             | -           | -           | 25     | 3      |
| 2015-2016       | Korabi          | KP              | 27         | 20         | CA              | 0               | 0               | -                  | -                  | -                  | -           | -           | -           | 27     | 20     |
| 2016-2017       | Kukësi          | KS              | 25         | 2          | CA              | 5               | 2               | UEL                | 3                  | 1                  | SA          | 0           | 0           | 33     | 5      |
| 2017-2018       | Kukësi          | KS              | 34         | 20         | CA              | 7               | 7               | UCL                | 2                  | 0                  | SA          | 1           | 0           | 44     | 27     |
| Totale Kukësi   | Totale Kukësi   | Totale Kukësi   | 59         | 22         |                 | 12              | 9               |                    | 5                  | 1                  |             | 1           | 0           | 77     | 32     |
| 2018-2019       | Ostenda         | PL              | 23+7       | 2+1        | CB              | 3               | 2               | -                  | -                  | -                  | -           | -           | -           | 33     | 5      |
| 2019-2020       | Ostenda         | PL              | 15         | 2          | CB              | 1               | 0               | -                  | -                  | -                  | -           | -           | -           | 16     | 2      |
| 2020-2021       | Ostenda         | PL              | 3          | 0          | CB              | 0               | 0               | -                  | -                  | -                  | -           | -           | -           | 3      | 0      |
| Totale Ostenda  | Totale Ostenda  | Totale Ostenda  | 41+7       | 4+1        |                 | 4               | 2               |                    | -                  | -                  |             | -           | -           | 52     | 7      |
| 2021-2022       | Škendija        | PL              | 25         | 10         | CM              | 1               | 0               | UCL+UECL           | -                  | -                  | -           | -           | -           | 26     | 10     |
| lug.-ago. 2022  | Škendija        | PL              | 0          | 0          | CM              | 0               | 0               | UECL               | 6                  | 2                  | -           | -           | -           | 6      | 2      |
| Totale Škendija | Totale Škendija | Totale Škendija | 25         | 10         |                 | 1               | 0               |                    | 6                  | 2                  |             | -           | -           | 32     | 12     |
| 2022-2023       | İstanbulspor    | SL              | 12         | 0          | CT              | 2               | 0               | -                  | -                  | -                  | -           | -           | -           | 14     | 0      |
| Totale carriera | Totale carriera | Totale carriera | 222+7      | 58+1       |                 | 26              | 13              |                    | 11                 | 3                  |             | 1           | 0           | 267    | 75     |

### Cronologia presenze e reti in nazionale
| Cronologia completa delle presenze e delle reti in nazionale ― Albania | Cronologia completa delle presenze e delle reti in nazionale ― Albania | Cronologia completa delle presenze e delle reti in nazionale ― Albania | Cronologia completa delle presenze e delle reti in nazionale ― Albania | Cronologia completa delle presenze e delle reti in nazionale ― Albania | Cronologia completa delle presenze e delle reti in nazionale ― Albania | Cronologia completa delle presenze e delle reti in nazionale ― Albania | Cronologia completa delle presenze e delle reti in nazionale ― Albania |
| Data                                                                   | Città                                                                  | In casa                                                                | Risultato                                                              | Ospiti                                                                 | Competizione                                                           | Reti                                                                   | Note                                                                   |
| ---------------------------------------------------------------------- | ---------------------------------------------------------------------- | ---------------------------------------------------------------------- | ---------------------------------------------------------------------- | ---------------------------------------------------------------------- | ---------------------------------------------------------------------- | ---------------------------------------------------------------------- | ---------------------------------------------------------------------- |
| 29-5-2018                                                              | Zurigo                                                                 | Albania                                                                | 0 – 3                                                                  | Kosovo                                                                 | Amichevole                                                             | -                                                                      | 68’                                                                    |
| 7-9-2018                                                               | Elbasan                                                                | Albania                                                                | 1 – 0                                                                  | Israele                                                                | UEFA Nations League 2018-2019 - 1º turno                               | -                                                                      | 46’                                                                    |
| Totale                                                                 |                                                                        | Presenze (313º posto)                                                  | 2                                                                      |                                                                        | Reti                                                                   | 0                                                                      |                                                                        |

## Palmarès

### Club

#### Competizioni nazionali
- Campionato albanese: 1

Kukësi: 2016-2017
- Supercoppa d'Albania: 1

Kukësi: 2016